# Electroliner
Een Electroliner is een vierdelig elektrisch treinstel dat ingezet werd op de Chicago, North Shore and Milwaukee Railroad (kort North Shore, CNS&M) in de Verenigde Staten waarmee sneltreindiensten tussen Chicago en Milwaukee werden gereden. Dit bedrijf was eigendom van Samuel Insull.

## Technische specificaties
- Bouwjaar: 1941
- Bouwer: St. Louis Car Co.
- Spoorwijdte: normaalspoor (1435 mm)
- Gewicht: 95 ton
- Lengte: 47 meter
- Aandrijving door middel van 550 volt gelijkstroom, na de Tweede Wereldoorlog verhoogd tot 650 volt, afgenomen via 2 trolleystroomafnemers of via een derde rail. Acht Westinghouse motoren met ieder een vermogen van 200 kW. Van de 10 assen worden er 8 aangedreven; het middelste van de vijf draaistellen herbergt geen motoren.
- Maximumsnelheid: 135 km/h

## Geschiedenis
De Electroliner is een eerste voorbeeld van zogenaamd Intercityvervoer. In de VS werd zij als een Interurban geclassificeerd. 
In een uiterste poging de CNS&M van de ondergang te redden sprak de bedrijfsleiding in 1940 met het personeel over de voortgang van de CNS&M, maar vooral over de passagiersverbindingen tussen Chicago en Milwaukee waarvan de dienst langs het Michiganmeer de hoofdlijn van het bedrijf was. Het bericht dat Amerika’s snelste Interurban op de rand van faillissement stond sloeg in als een bom. De concurrentie van het particuliere vervoer had dusdanige vormen aangenomen dat, indien men op dezelfde voet zou doorgaan, het bedrijf binnen enkele jaren zou moeten sluiten.
Het idee werd geopperd de hoofdlijn te moderniseren met snel, comfortabel en betrouwbaar materiaal. Geld om nieuwe treinstellen te kopen was er niet en de tijd dat de overheid dat met subsidies regelde, bestond nog niet.
De unieke oplossing werd gevonden dat het personeel ermee akkoord ging een salarisverlaging te accepteren waardoor met enkele andere bezuinigingen twee snelle gelede Interurban-treinstellen konden worden gekocht. Het personeel heeft zich met die reddingspoging nog tot in de jaren 1960 van werk voorzien.
De CNS&M was een unieke Interuban omdat reizigers konden in- en uitstappen op alle haltes van Chicago’s befaamde Loop. Deze Loop, of kortweg ‘L’, is een bovengrondse spoorlijn die op een viaduct boven de straten rijdt. In het zakencentrum van Chicago volgt zij een cirkel over Wells Street, Lake Street, Van Buren Street en Wabash Avenue. Er zijn een aantal bovengrondse stations. De bovengrondse metrolijnen van Chicago maken ook van de ‘L’ gebruik.
Eenmaal de cirkel gedeeltelijk gemaakt reden de treinen van CNS&M door naar Roosevelt Roas even ten zuiden van de Loop. Op de terugweg naar Milwaukee namen zij de Loop via Wells Street. Een ander onderdeel van Samuel Insulls spoorbedrijven, de Chicago, Aurora and Elgin Railroad, gebruikte de Loop ook en verliet deze via Lake Street.
Door de beperkingen in de bouw van de Loop moesten de treinen bochten met een diameter van minder dan 30 meter kunnen nemen. Het ontwerp zou dan ook moeten bestaan uit een aantal korte geledingen. Na de Loop moesten zij met hoge snelheid naar North Chicago en verder naar Milwaukee kunnen rijden. Eenmaal in Milwaukee aangekomen moesten zij als een tram door de straten van de stad kunnen rijden.

## Comfortabel reizen
De Electroliners waren voorzien van 146 luxueuze zitplaatsen; er waren roken- en niet-rokengedeeltes en er was een buffetrijtuig. 
De treinen waren 801/802 en 803/804 genummerd en de vier treindelen werden daarbij nog aangeduid met A, B, C en A1. 
De B-sectie was een zogenaamde ‘parlor lounge’ die was voorzien van een restaurantindeling en een gebogen bar met indirecte verlichting.
In de afleveringstoestand hadden alle vier treindelen binnenin een andere pastelkleur. Uit economische overwegingen is dat later niet meer doorgevoerd. 
Het restaurantgedeelte werd bediend door speciaal geselecteerd personeel in nieuwe uniformen.
De obers moesten in de avonddiensten zeer goed op de alcoholwetgeving letten. Na 23.00 uur mocht in de staat Illinois geen alcohol meer worden geschonken en in Wisconsin was dit al om 22.00 uur.
Een typisch menu uit die tijd was een ontbijt met een keuze uit tomaten-, sinaasappel- of grapefruitsap; eieren (‘any style’) met toast, ham of bacon; toast en koffie. Kosten 50 Dollarcent. ’s Avonds werden uitgebreidere maaltijden geserveerd waaronder de beroemde ‘Electroburger’. 
Men kon vijfmaal per dag met de Electroliner van Chicago naar Milwaukee v.v. reizen; de enkele reistijd was precies twee uur. 
Voor deze sneltreindiensten werd zeer veel geadverteerd. Zo waren er aparte ‘flyers’ met de menu’s, maar ook aparte dienstregelingen en boekjes waar de attracties onderweg werden aangestipt.
De Electroliners werden in januari 1941 in dienst gesteld en reden op 20 januari 1963 voor het laatst.
Ze zijn daarna verkocht aan de Philadelphia Suburban Transportation Co. en deden daar nog tot in de jaren 1980, met weinig succes, dienst.
Beide treinstellen zijn nu in musea.

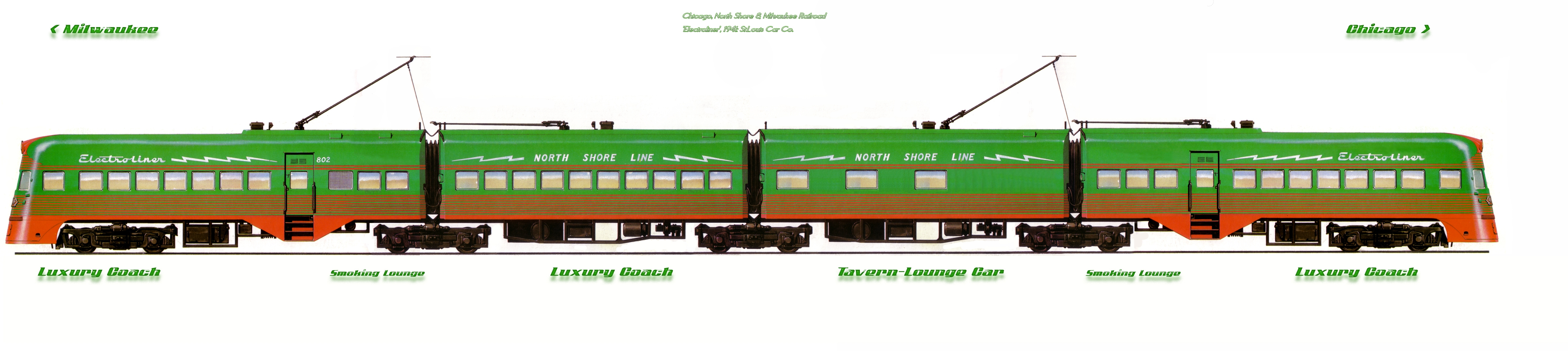
Tekening van de Electroliner